# Sadla för seger
Sadla för seger (originaltitel: Trainer), brittisk TV-serie, ursprungligen sänd i BBC 1991-1992. Serien sändes i 23 avsnitt under två säsonger.

## Roller
- Mike - Mark Greenstreet
- Rachel Ware - Susannah York
- John Grey - David McCallum
- Hugo Latimer - Patrick Ryecart
- James Brant - Nigel Davenport
- Frances Ross - Nicola King